# ماري جين كلارك
ماري جين كلارك (بالإنجليزية: Mary Jane Clark)‏ (1954)؛ صحفية، كاتِبة وروائية أمريكية.